# Big Dee Irwin
DiFosco "Dee" T. Ervin Jr., känd som Big Dee Irwin, född 4 augusti 1939 i New York, död 27 augusti 1995 i Las Vegas i Nevada, var en amerikansk sångare inom R&B, och var medlem i gruppen Pastels från 1954–1959, innan han slog sig på en solokarriär, och fick sin största hit med "Swinging on a star" (duett med Little Eva). Sången var en cover på ett nummer ursprungligen sjunget av Bing Crosby. Under en Sverigevistelse spelades fyra låtar ("	Our Moonlight Wonderland", "Ain't That Loving You Baby", "I Can't Get Over You" och "High Hopes") in tillsammans med svenska sångerskan Suzie, varav två även gavs ut i Storbritannien.

## Diskografi (urval)
Studioalbum
- 1973 – Swinging On A Star (med Little Eva)

Samlingsalbum
- 1998 – Another Night With Big Dee Irwin